# Musée du Pays de Hanau

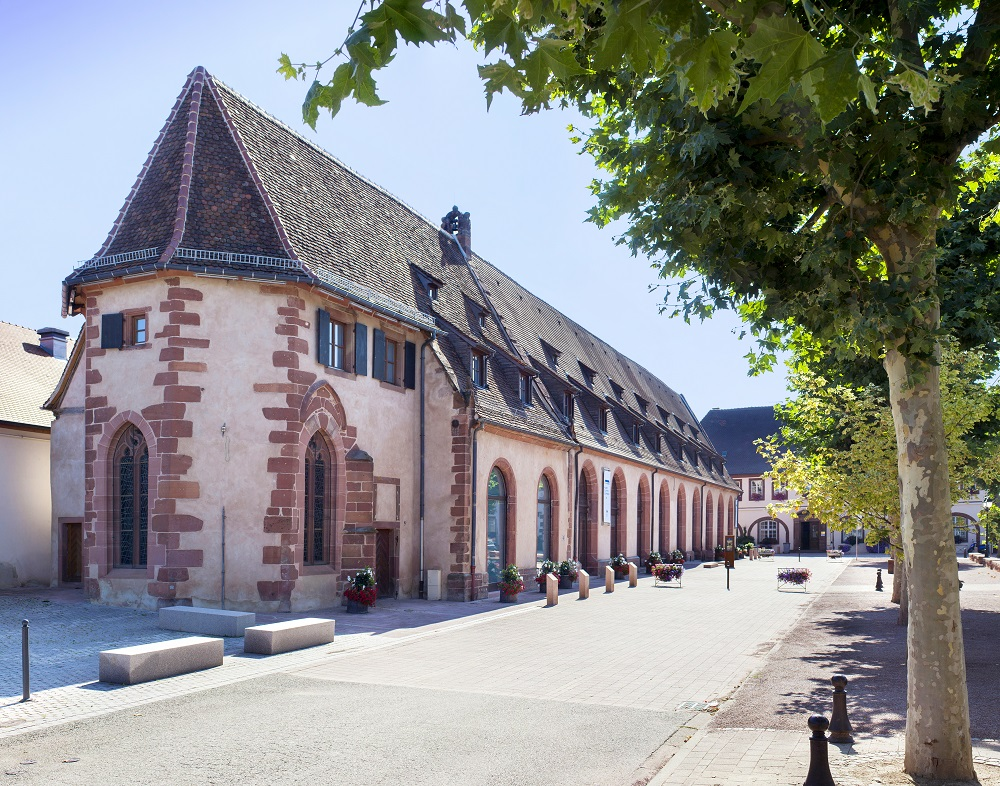
Museumsgebäude

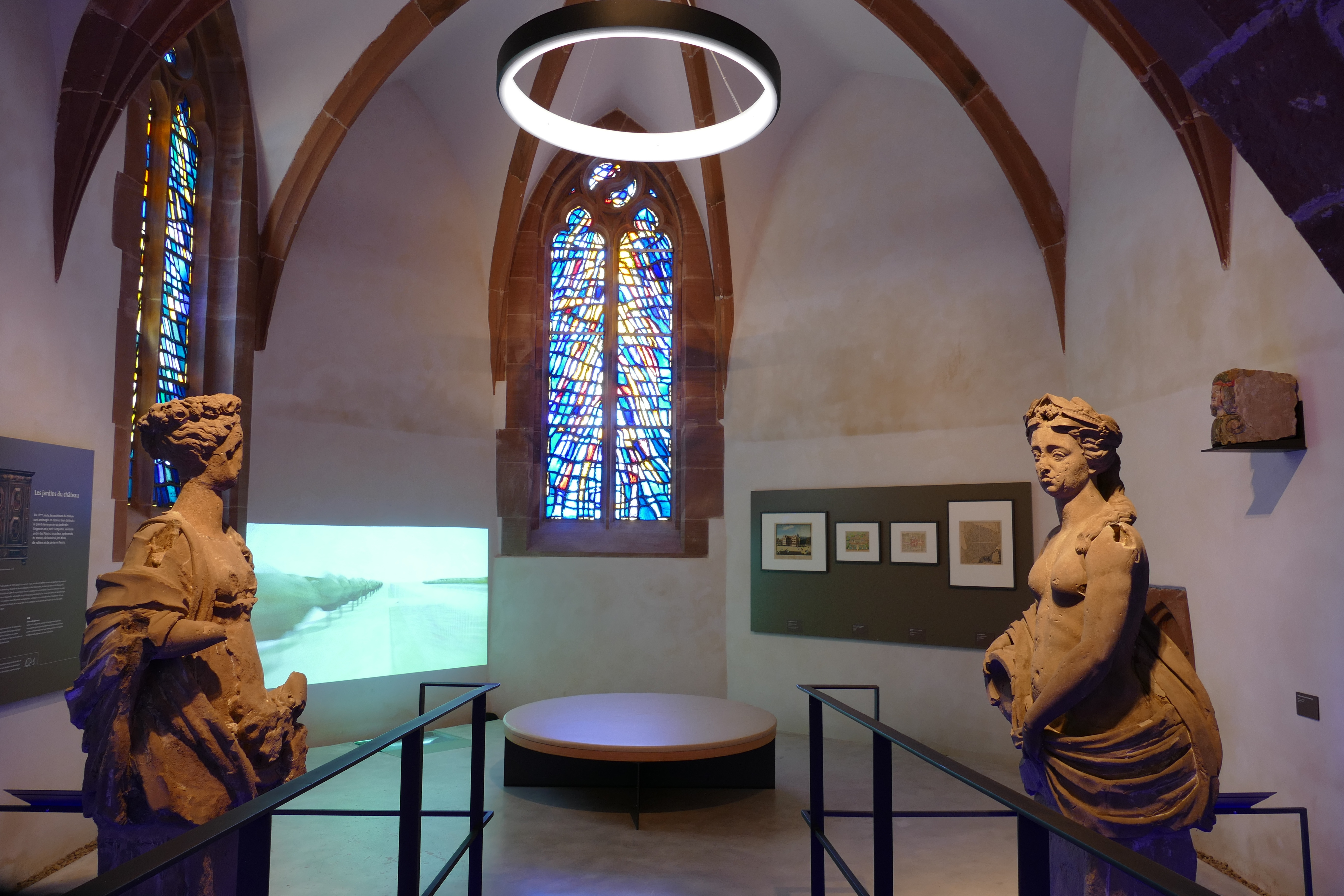
Schlosskapelle St. Georg

Das Musée du Pays de Hanau ist ein Regionalmuseum und hat den Status eines Musée de France.

## Geografische Lage
Das Museum befindet sich in Bouxwiller (deutsch: Buchsweiler) im Département Bas-Rhin in der historischen Region Elsass, in der französischen Verwaltungsregion Grand Est. Dort ist es in der Kornhalle aus dem 16. Jahrhundert und der ehemaligen Schlosskapelle St. Georg aus dem 14. Jahrhundert untergebracht. Das Schloss selbst wurde bereits 1808 abgerissen. Das Museum liegt am Rand des Place du Château – der Fläche, die das abgerissene Schloss einnahm – und ist Teil eines Ensembles historischer Gebäude, die von der Präsenz einer Hofhaltung in Buchsweiler zeugen.

## Geschichte
Das Museum wurde 1933 gegründet, zunächst getragen von dem Verein Amis du musée, und begann seine Aktivität mit einem Ausstellungsraum im Rathaus von Bouxwiller, ein Gebäude, das als Kanzleibau 1659–1663 im Auftrag von Graf Friedrich Casimir von Hanau-Lichtenberg durch den gräflichen Werkmeister Hans Weibel errichtet wurde.
Bis 1995 wurde das Museum ehrenamtlich geleitet, zunächst von dem Gymnasiallehrer Gauthier Thieling, dann ab 1971 von Alfred Matt. Es ging in die Trägerschaft der Stadt Bouxwiller über, die ab 1994 einen professionellen Konservator einstellte. Das Museum entwickelte damals die heute noch ausgestellten Themenschwerpunkte. 2011 bis 2013 wurde das Museum grundlegend saniert.

## Ausstellungen

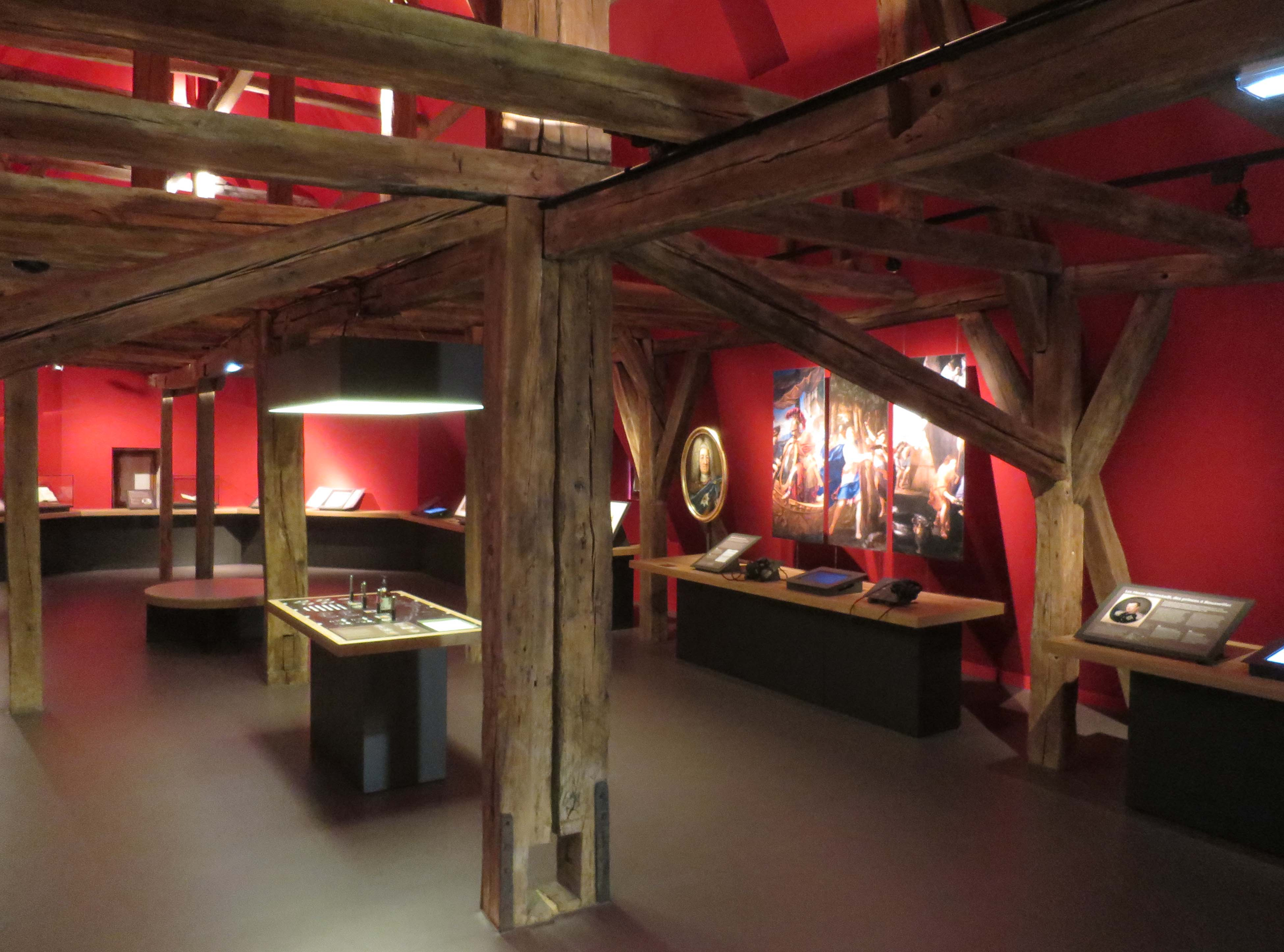
Ausstellung zur Grafschaft Hanau-Lichtenberg – das historische Dachgebälk

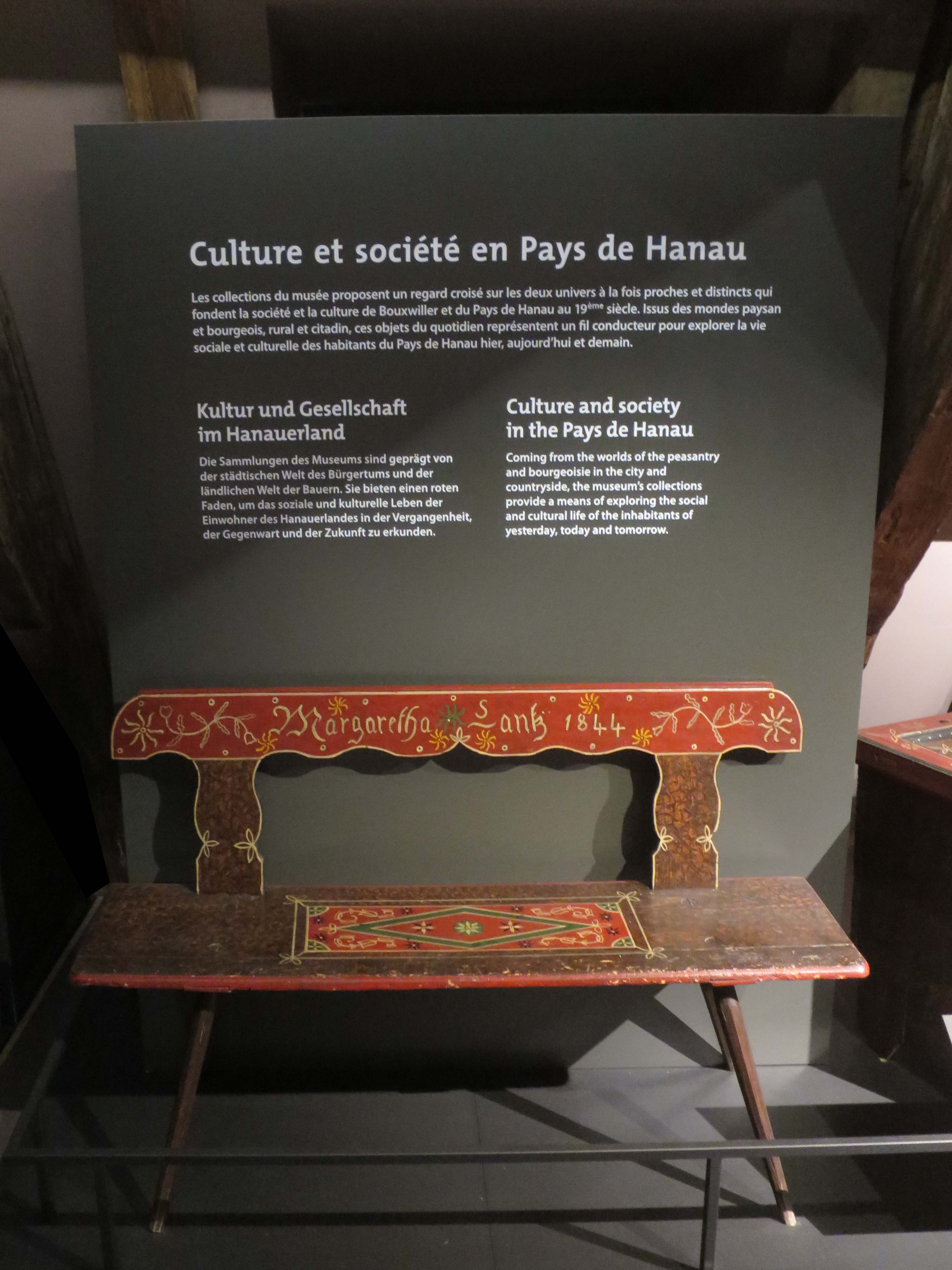
Volkskunde-Abteilung

Das Museum befasst sich thematisch mit drei Schwerpunkten:
- der Geschichte der Herrschaft Lichtenberg, der Grafschaft Hanau-Lichtenberg und der Folgezeit unter den Landgrafen von Hessen-Darmstadt[8],
- der Volkskunde des Pays de Hanau[9] und
- der Naturgeschichte und der (bergwerklichen) Nutzung des Bastbergs.[10]

## Ausstellungsgebäude
Der Chor der ehemaligen Schlosskapelle hat einen Fünfachtelschluss und ein Kreuzrippengewölbe. Die beiden folgenden Joche sind tonnengewölbt. Die Kapelle beherbergte Gräber der Herren von Lichtenberg. Im 16. Jahrhundert wurde sie während des Bauernkriegs geplündert und diente anschließend als Archiv, später als Gefängnis und Wohnraum. Ebenfalls im 16. Jahrhundert wurde an die mittelalterliche Stadtmauer und in Verlängerung der Fluchtlinie der Kapelle ein Getreidespeicher errichtet. Der ehemalige Wehrgang der Stadtmauer wurde im ersten Stock des Museums zur Galerie. Später wurde der Getreidespeicher zu einer Orangerie umgebaut. Das heutige äußere Erscheinungsbild erhielt er im 19. Jahrhundert nach dem Erwerb der Halle durch die Stadt. Das Gebäude weist einen bemerkenswerten Dachstuhl auf. Es steht unter Denkmalschutz.
Die Kapelle und die angebaute historische Getreidehalle weisen eine Länge von 70 m und eine Breite von etwa 10 m auf. Der Dachstuhl wurde im Zuge der Renovierung 2022 bis 2013 freigestellt, verändernde Anbauten beseitigt, die Statik konsolidiert, verstärkt und saniert.

## Angebote
Das Museum bietet Entdeckungstouren zur Erkundung von Buchsweiler, dem Hanauerland und der ehemaligen Grafschaft Hanau-Lichtenberg. Es gibt einen Museumsshop. Ein Begleitbuch zur Ausstellung ist vorhanden.

## Wissenswert
Eine Ausstellung zur Geschichte der Grafschaft Hanau und der Grafschaft Hanau-Münzenberg findet sich im Historischen Museum Hanau Schloss Philippsruhe.